# Санико (Алесандрија)
Санико је насеље у Италији у округу Алесандрија, региону Пијемонт.
Према процени из 2011. у насељу је живело 161 становника. Насеље се налази на надморској висини од 240 м.